# 한승호
한승호(韓承鎬, 1924년 3월 10일~2010년 1월 28일). 대한민국의 국악인이다. 판소리 명창으로 광주판 서편제라 불리는 김채만제의 소리를 보유한 몇 안되는 명창으로,《적벽가》와 《심청가》에 능했다. 《적벽가》의 완창 능력을 인정받아 1976년 6월 30일 국가무형문화재 제5호 판소리 《적벽가》의 예능보유자로 지정되었다. 국극단이나 창극단에서의 활동은 거의 하지 않고 오직 전통 판소리 활동을 고집하였고, 2003년 뇌경색으로 쓰러져 투병하다가 2010년 노환으로 별세하였다.

## 생애
전남 광주(光州)의 음악가 집안에서 태어났다. 본명은 한갑주(韓甲珠)이다. 그의 집안은 가야금, 대금의 명인이었던 조부 한덕만(韓德萬, 1867년~1934년)의 대에서 이름을 얻기 시작하였다. 부친 한성태(韓成泰, 1890년~1931년) 역시 가야금 명인, 판소리 명창으로 이름을 얻었다. 또한, 첫째 형인 한영호(?~1946년, 본명 한갑순韓甲順)는 해방을 전후하여 지방 창극단에서 활동한 바 있고, 둘째 형 한갑득(韓甲得, 1919년~1987년) 또한 거문고 산조의 명인으로 이름이 높아 국가무형문화재 제16호 거문고 산조의 예능보유자였다. 뿐만 아니라 방계로서 아쟁, 호적의 명인 한일섭(韓一燮, 1929년~1973년), 명무 한진옥(韓振玉, 1911년~1991년), 판소리 명창 한애순(韓愛順, 1924년~)과도 일족이다.
부친 한성태는 중앙에서 크게 활약하지는 않았으나, 판소리 명창으로 이름이 높았고, 동시대에 활동하였던 장판개(張判介, 1985년~1937년), 김정문(金正文, 1987년~1935년), 박동실(朴東實, 1897년~1968년) 등과 호형호제 하면서 자주 교류하였다. 한승호는 이러한 분위기 속에서 판소리를 접하기 시작한 것으로 보이며, 이 시기를 전후하여 박종원(1894년~1962년), 성원목((成元睦, 1912년~1969년), 장판개에게 판소리 수업을 받았다. 이 가운데 박종원과 성원목은 모두 김채만제 소리를 했고, 한승호는 이 가운데 박종원의 목기교를 많이 배웠다고 한다. 다만 장판개만은 송만갑의 제자였고 본바탕이 동편제 송판 소리를 하였으므로 그 계통이 달랐는데, 장판개에게는 제비노정기 정도를 배웠다고 한다.
15~6세 때에는 박동실의 문하로 들어갔는데, 이 시기부터 바탕소리를 배우기 시작하였다. 박동실은 본래 김채만의 수제자였던 인물로 서편제 명창인데, 박동실에게 처음 배운 것은 《심청가》이며, 또한 성음으로 아귀성을 배웠다. 비슷한 시기에 정남희의 추천으로 서울로 상경해 송만갑 문하에 들어가서 또한 《심청가》와《적벽가》,《흥보가》,《춘향가》를 배우고, 또한 귀동냥으로 《수궁가》를 학습했다. 또한 이동백, 정정렬, 김창룡, 김창환 등 당대 명창들의 소리를 귀동냥하여 이를 따라하기도 하였다. 이 기간 동안 그는 비로소 제대로 된 판소리 학습을 할 수 있었으며, 송만갑에 의해 고제목인 각구녘질(각구목질, 군목질)을 배웠다. 이것은 이후 한승호의 판소리 인생에 있어서 중요한 기둥이 되었다. 1930년대 후반, 정정렬과 송만갑이 잇달아 사망하자, 다시 낙향하였다.
한승호는 이때 김채만의 소리를 알고 있는 이들을 찾아다니면서 김채만제 소리를 수련하기 시작하였는데, '상쟁이 영감'이라거나 '맨밥노인'과 같은 무명의 촌로를 찾아 그들의 구술이나 묘사를 듣고 수련하였다고 한다. 한편 이때 당시 아편으로 목이 심하게 상했던 박종원을 다시 찾아 수련하였는데, 이 시기에 한승호는 탁월한 붙임새 기교를 연구하였고, 다시 박동실의 문하에 들어갔는데 이로부터 1945년 해방, 1950년 한국전쟁에 이르기까지 오랜기간 독공을 하며 간간히 공연단에 참여해 소리를 했다.
1962년, 김연수의 주도로 국립창극단이 결성되자, 평단원으로 들어갔으나 창극에는 별로 관여하지 않았고, 1974년 국립국악원 연주단원으로 자리를 옮겨 그 해에 처음으로 완창 발표를 했는데, 《심청가》를 발표하였다. 뒤이어 1976년 《적벽가》를 완창하여 《적벽가》의 예능보유자로 지정되었다. 그러나 창극에 관여하지 않고 관여한다 해도 엑스트라로 참여하였기 때문에 점차 무대에 서지 못했고, 1990년대에는 무대에서 거의 은퇴하다시피 하였으나, 1994년을 기점으로 다시 모습을 보였다. 그러나 《심청가》와 《적벽가》이외의 소리를 잘 하지 않았고, 문하에 제자를 두지 못하였다.
2003년, 뇌경색으로 쓰러져 투병하였다가 2006년 다시 활동을 재개하는 등 마지막까지 정통 판소리 무대를 고집하며 자리에 섰으나 2010년, 노환으로 별세하였다.

## 예술세계
한승호는 박종원, 성원목, 장판개, 박동실, 송만갑 등 여러 스승에게서 소리를 배웠으나 역시 김채만의 소리제를 중심으로 자신의 예술 세계를 형성시켰다. 김채만의 소리는 이날치에게서 이어지는 서편제의 한 일파로서 오장육부를 긁어내는듯 하다는 평가를 받았는데, 한승호는 걸걸한 성음으로 힘찬 아귀성과 다양한 성음의 각구녘질을 활용하여 유사한 느낌의 소리를 했다. 또한 김채만제 특유의 붙임새를 잘 구사하였는데, 때문에 장단의 속을 매우 잘 알았고, 그의 소리를 맞추어 주는 고수가 많지 않았으며, 당시 젊은 고수들은 그의 북을 치는데 있어서 '진땀 깨나 흘렸다.'고 한다. 발음을 분명하게 내기 보다는 입안에서 '씹어서' 내는 편이었는데, 채보하기에 어려운 단점이 있으나 대신 음악을 더욱 더 풍부하게 하여 고제 판소리를 따른다는 평가를 받았다. 음색이 걸걸하여 남자다운 구석이 있었고, 여느 동편제 소리꾼보다 훨씬 힘차게 소리하는 경우도 많았으며, 애절한 대목 또한 탁월하였다.
다만 사설이 소략하고 다소간 이면에 맞지 않는 경우가 있었으며, 소리를 길게 하는 경우가 거의 없었는데 한계로 꼽혔다. 또한 《적벽가》와 《심청가》이외에는 다른 소리는 잘 하지 않았는데, 때문에 김채만제의 다른 바탕 소리는 세상에 자주 선보이지 못했다. 그나마 토막소리로 공연한 《춘향가》의 일부와 《흥보가》의 완창이 남아 있을 뿐이다.
그의 장기는 《심청가》와 문화재로 지정된 《적벽가》이다. 1974년 명동 국립극장에서 가졌던 첫 완창발표회에서도 심청가를 불렀고, 1980년 김명환의 북 반주로 《심청가》의 녹음도 남아 있다. 《적벽가》는 문화재 지정 이전에도 자주 불렀지만 그 이후에 더욱 자주 불렀는데, 1980년 김득수의 북 반주로 녹음한 바 있으며, 국립문화재연구소의 기획으로 천대용의 북 반주로도 녹음한 바 있다. 이 외에 박동실이 남긴 창작 판소리를 몇곡 부른 적이 있는데 이 또한 소수나마 녹음이 남아 있고,《흥보가》의 국립극장 완창 공연 실황 또한 남아 있다.